# 玉里団地
玉里団地（たまざとだんち）は、鹿児島県鹿児島市の町丁。郵便番号は玉里団地一丁目は890-0011、玉里団地二丁目及び玉里団地三丁目は892-0811。人口は7,203人、世帯数は3,478世帯（2020年4月1日現在）。玉里団地一丁目から玉里団地三丁目まであり、玉里団地一丁目から玉里団地三丁目までの全域で住居表示を実施している。

## 地理
甲突川の中流域の丘陵上に位置している新興住宅地である。町域の北方には若葉町、南方には玉里町、西坂元町、西方には下伊敷、東方には坂元町が接している。
町域の北部に鹿児島市立坂元小学校及び鹿児島市立坂元中学校が所在し、西部には玉里中央公園が所在する。

## 歴史

### 玉里団地の開発
玉里団地は、鹿児島開発事業団によって開発された住宅団地であり、玉里町、坂元町、下伊敷町の3町の区域において開発が行われた。
1970年（昭和45年）2月に着工し、第1回の宅地分譲は1971年（昭和46年）12月に行われた。1973年（昭和48年）に宅地造成が完了し、同年には鹿児島開発事業団によってスーパーマーケットなどが入居する玉里団地ビルが建設された。鹿児島開発事業団の玉里団地全体に係る総事業費は372,087万円であった。
1974年（昭和49年）には現在の玉里団地三丁目に鹿児島市立坂元小学校が新設され、1985年（昭和60年）には玉里団地三丁目の坂元小学校隣接地に鹿児島市立坂元中学校が新設された。

### 町丁の設定
1978年（昭和53年）6月19日に、玉里町、下伊敷町、坂元町の各一部にあたる玉里団地地区（玉里団地・若葉台団地）において住居表示を実施することとなり町域の再編が行われた。下伊敷町・玉里町の各一部より「玉里団地一丁目」、下伊敷町・坂元町の各一部より「玉里団地二丁目」、下伊敷町の一部より「玉里団地三丁目」が新たに設置された。また、同日より玉里団地一丁目、玉里団地二丁目、玉里団地三丁目の全域で住居表示が実施された。

### 町域の変遷
| 変更後                 | 変更年             | 変更前           |
| ---------------------- | ------------------ | ---------------- |
| 玉里団地一丁目（新設） | 1978年（昭和53年） | 玉里町（一部）   |
| 玉里団地一丁目（新設） | 1978年（昭和53年） | 下伊敷町（一部） |
| 玉里団地二丁目（新設） | 1978年（昭和53年） | 下伊敷町（一部） |
| 玉里団地二丁目（新設） | 1978年（昭和53年） | 坂元町（一部）   |
| 玉里団地三丁目（新設） | 1978年（昭和53年） | 下伊敷町（一部） |

## 人口

### 丁目別
|                | 世帯数 | 人口  |
| -------------- | ------ | ----- |
| 玉里団地一丁目 | 1,335  | 2,769 |
| 玉里団地二丁目 | 1,128  | 2,231 |
| 玉里団地三丁目 | 1,015  | 2,203 |
| 計             | 3,478  | 7,203 |

### 国勢調査
以下の表は国勢調査による小地域集計が開始された1995年以降の人口の推移である。
| 年                 | 人口  |
| ------------------ | ----- |
| 1995年（平成7年）  | 8,903 |
| 2000年（平成12年） | 8,587 |
| 2005年（平成17年） | 8,207 |
| 2010年（平成22年） | 7,781 |
| 2015年（平成27年） | 7,204 |

## 施設

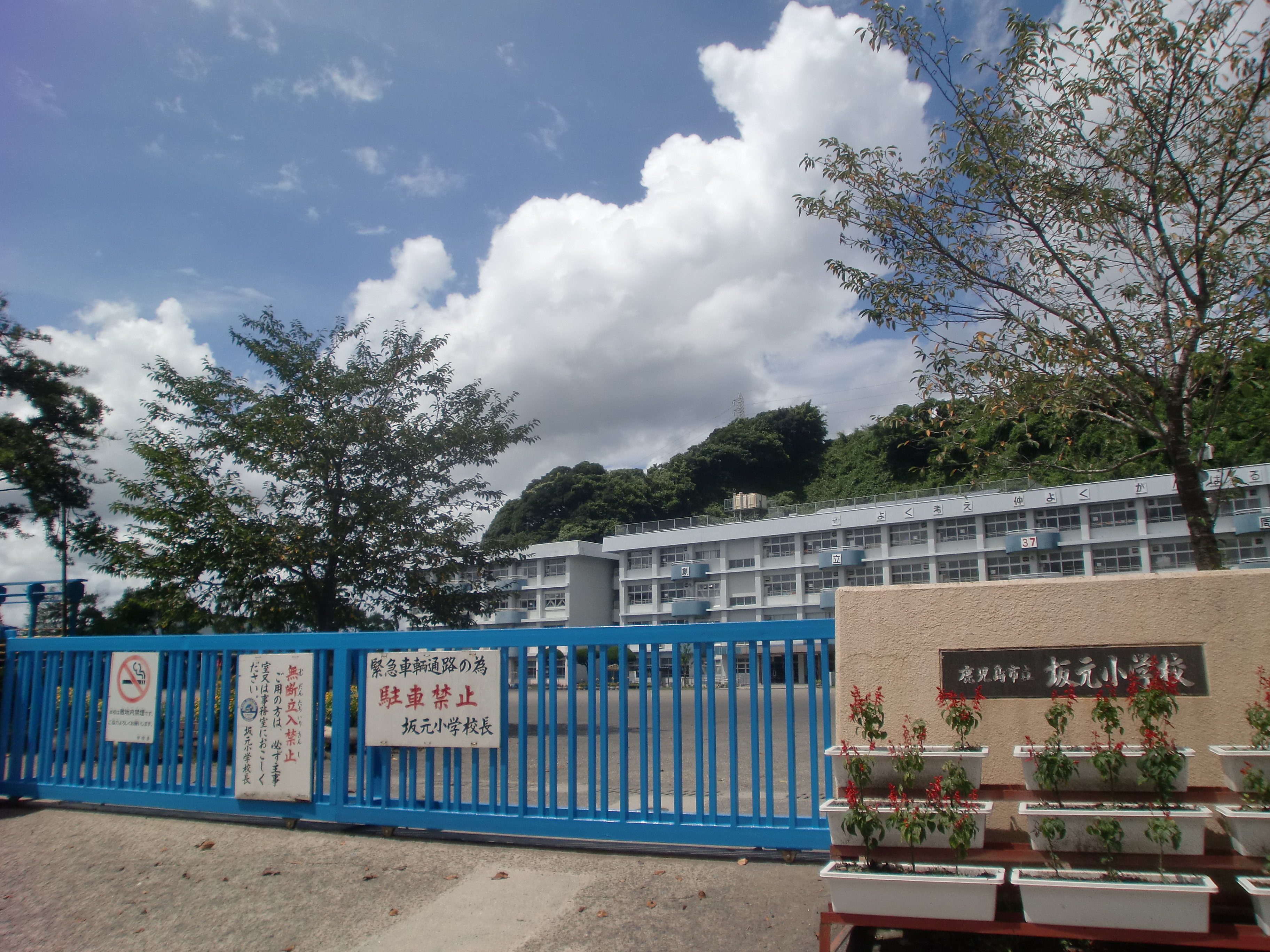
鹿児島市立坂元小学校

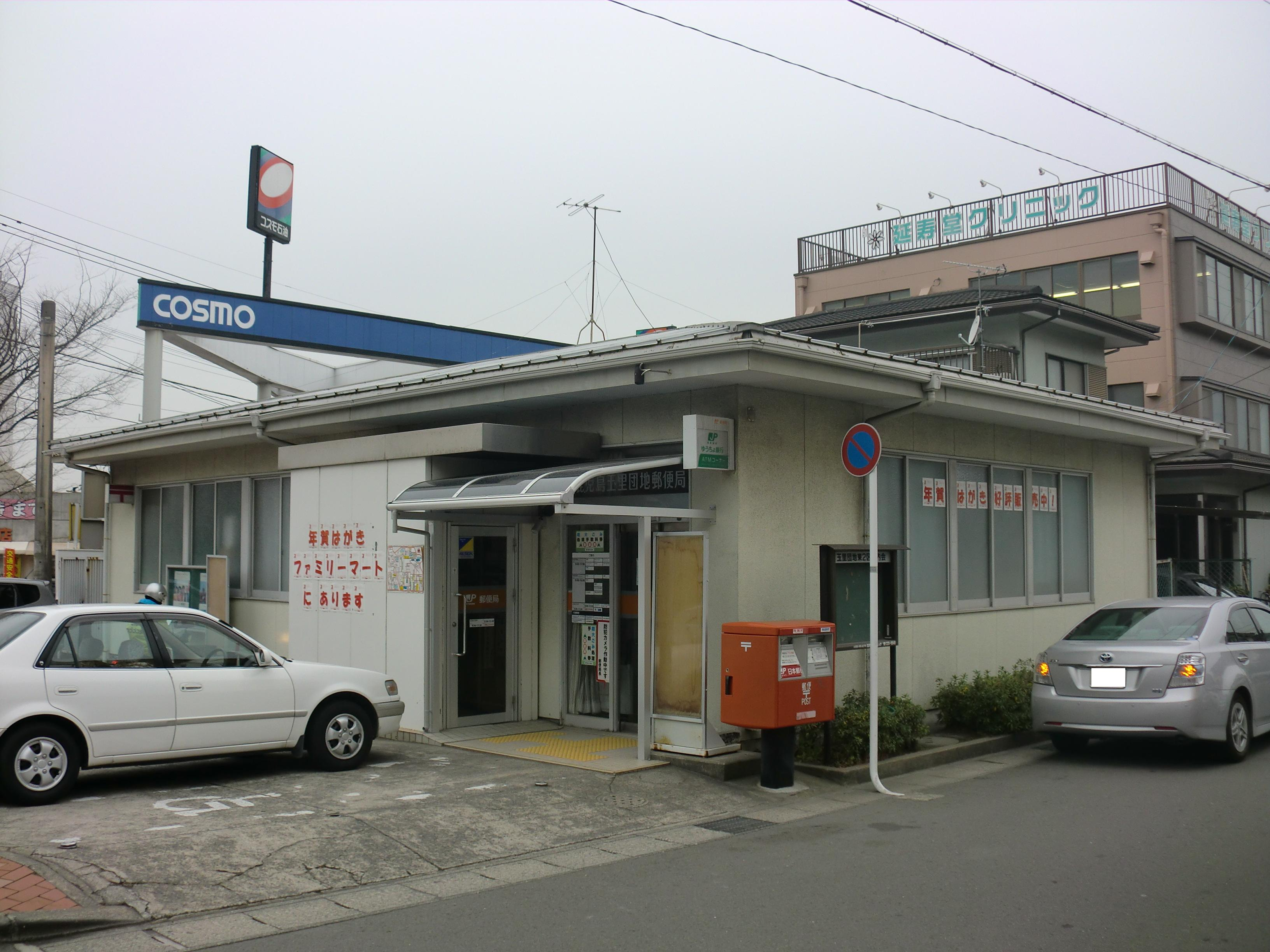
玉里団地郵便局

### 公共
- 玉里中央公園[9]
- 玉里団地福祉館[25]

### 教育
- 鹿児島市立坂元小学校[26]
- 鹿児島市立坂元中学校[27]
- 玉里団地保育園[28]
- うちの幼稚園[29]

### 郵便局
- 鹿児島玉里団地郵便局[30]

## 小・中学校の学区
市立小・中学校に通う場合、学区（校区）は以下の通りとなる。
| 町丁           | 番・番地 | 小学校                 | 中学校               |
| -------------- | -------- | ---------------------- | -------------------- |
| 玉里団地一丁目 | 全域     | 鹿児島市立坂元小学校   | 鹿児島市立坂元中学校 |
| 玉里団地二丁目 | 全域     | 鹿児島市立坂元台小学校 | 鹿児島市立坂元中学校 |
| 玉里団地三丁目 | 全域     | 鹿児島市立坂元小学校   | 鹿児島市立坂元中学校 |